# Acanthomolgus
Genre
Acanthomolgus est un genre de copépodes de la famille des Rhynchomolgidae.

## Distribution
Les espèces de ce genre se rencontrent dans l'océan Atlantique, l'océan Pacifique et l'océan Indien.
Les espèces de ce genre sont associées à des Alcyonacea.

## Liste des espèces
Selon World Register of Marine Species (23 décembre 2017) :
- Acanthomolgus aequiseta Stock, 1975
- Acanthomolgus affinis Stock, 1975
- Acanthomolgus ambonensis Kim I.H., 2007
- Acanthomolgus arctatipes Humes, 1974
- Acanthomolgus astrictus Humes & Stock, 1973
- Acanthomolgus bandaensis Kim I.H., 2007
- Acanthomolgus bayeri Humes, 1973
- Acanthomolgus bilobipes Humes & Stock, 1973
- Acanthomolgus boholensis Humes, 1990
- Acanthomolgus brevifurca Humes, 1990
- Acanthomolgus combinatus Humes, 1974
- Acanthomolgus cuneipes (Humes & Ho, 1968)
- Acanthomolgus dionyx Stock, 1975
- Acanthomolgus dispadactylus Kim I.H., 2007
- Acanthomolgus eminulus Humes & Lewbel, 1977
- Acanthomolgus exilipes (Humes & Ho, 1968)
- Acanthomolgus fissisetiger (Humes & Ho, 1968)
- Acanthomolgus geminus Kim I.H., 2005
- Acanthomolgus gentilis (Humes & Ho, 1968)
- Acanthomolgus gomumuensis Kim I.H., 2007
- Acanthomolgus gorgoniae Humes, 1973
- Acanthomolgus hales Humes & Stock, 1973
- Acanthomolgus hians (Humes & Ho, 1968)
- Acanthomolgus intermedius Stock, 1975
- Acanthomolgus longidactylus Stock, 1975
- Acanthomolgus longifurca Stock, 1975
- Acanthomolgus longispinifer (Humes & Ho, 1968)
- Acanthomolgus longiunguifer Kim I.H., 2005
- Acanthomolgus mononyx Stock, 1975
- Acanthomolgus mopsellae Humes, 1974
- Acanthomolgus muriceanus Humes, 1973
- Acanthomolgus plantei Humes & Stock, 1973
- Acanthomolgus pollicaris Humes & Lewbel, 1977
- Acanthomolgus seticornis Stock, 1975
- Acanthomolgus telestophilus (Humes & Ho, 1968)
- Acanthomolgus tenuispinatus Kim I.H., 2009
- Acanthomolgus triangulipes Stock, 1975
- Acanthomolgus varirostratus (Humes & Ho, 1968)
- Acanthomolgus verrucipes Humes, 1973
- Acanthomolgus verseveldti (Humes & Ho, 1968)

## Publication originale
- Humes & Stock, 1972 : Preliminary notes on a revision of the Lichomolgidae, cyclopoid copepods mainly associated with marine invertebrates. Bulletin of the Zoological Museum of the University of Amsterdam, vol. 2, no 12, p. 121-133.